# 키친 (2009년 영화)
"키친"은 민규동 감독과 수필름의 민진수 형제가 제작을 맡고, 홍지영 감독의 입봉작으로, 2009년 2월 5일에 개봉한 한국 영화이다.

## 캐스팅

### 주요 인물
- 신민아 - 안모래 역
- 주지훈 - 박두레 역
- 김태우 - 한상인 역

### 주변 인물
- 전혜진 - 김선우 역
- 박상훈 - 권주혁 역
- 정소연 - 권예림 역
- 권혁풍 - 요리 품평회 투자자
- 김원주 - 요리 품평회 투자자
- 권영국 - 요리 품평회 투자자
- 김보영 - 갤러리 큐레이터
- 민성욱 - 증권사 직장후배
- 김주영 - 양산가게 학생커플
- 백진희 - 양산가게 학생커플
- 이영윤 - 양산가게 수강생
- 최윤서 - 양산가게 수강생
- 김호원 - 선우의 사진 스튜디오 조수
- 양재봉 - 노약자석 할아버지
- 박순호 - 요리품평회 서빙
- 김연아 - 요리품평회 서빙
- 한민 - 두레 닮은 사진 찍는 여행객
- 김정현 - 비행기 승무원
- 케빈 T. 워어 - 외국인 승객
- 조승민 - 사진 스튜디오 손님
- 김나연 - 엘리베이터 여

### 특별 출연
- 방은진 - 요리 평론가
- 안혜경 - 라디오 기상캐스터
- 채윤서 - 웨딩촬영 신부
- 이환 - 웨딩촬영 신랑

## 사운드트랙
- 시장에서
- 저급한 드라마
- 샌드위치
- 키친 오프닝
- 누구 마누라?
- 김치 담그기